# 11시 강원도연구소
공휴일은 방송되지 않음 
11시 강원도연구소는 KBS춘천 1라디오, KBS강릉 1라디오, KBS원주 1라디오에서 평일 오전 11시 5분에 방송되는 시사교양 프로그램이다. 1부는 오전 11시 5분부터 오전 11시 30분까지 강원특별자치도 전역에서 방송하고, 2부는 오전 11시 30분부터 오전 11시 58분까지 춘천과 강릉에서만 방송하며 공휴일은 방송되지 않는다. 

## 진행
- 김서련 아나운서